# Bucculatrix albaciliella
Bucculatrix albaciliella är en fjärilsart som beskrevs av Braun 1910. Bucculatrix albaciliella ingår i släktet Bucculatrix och familjen kronmalar. Inga underarter finns listade i Catalogue of Life.